# Piège sur Internet (film)
Pour les articles homonymes, voir Piège sur Internet.
Piège sur Internet (Stealing Candy) est un film américain réalisé par Mark L. Lester et sorti en 2002.

## Synopsis
Trois anciens taulards enlèvent une star du cinéma érotique pour lui faire tourner un clip porno qu'ils diffuseront sur Internet afin de se faire de l'argent...

## Fiche technique
- Titre français : Piège sur Internet
- Titre original : Stealing Candy
- Réalisation : Mark L. Lester
- Scénario : Dana Dubovsky, Randall Frakes, C. Courtney Joyner, Mark L. Lester
- Production : Martin J. Barab, Joseph DePompeii, Dana Dubovsky, Peter Jay Klauser, Mark L. Lester, Melanie J. Elin
- Société de production : American World Pictures
- Musique : Dana Kaproff (surnom : DK Blu)
- Photographie : Raoul Lomas
- Durée : 85 minutes
- Pays :  États-Unis
- Langue : anglais
- Format : Couleur
- Date de sortie : 2002
- Classification : USA : R (érotisme, violence et grossièreté de langage).

## Distribution
- Daniel Baldwin : Walt Gearson
- Coolio : Brad Vorman
- Alex McArthur : Fred Dowd
- Jenya Lano : Candy Tyler
- Justin Lester : Danny Gearson
- Julie St. Claire : Barbara Gearson
- Cameron Daddo (VF : Éric Legrand) : Eddie